# Ahmed Morsi

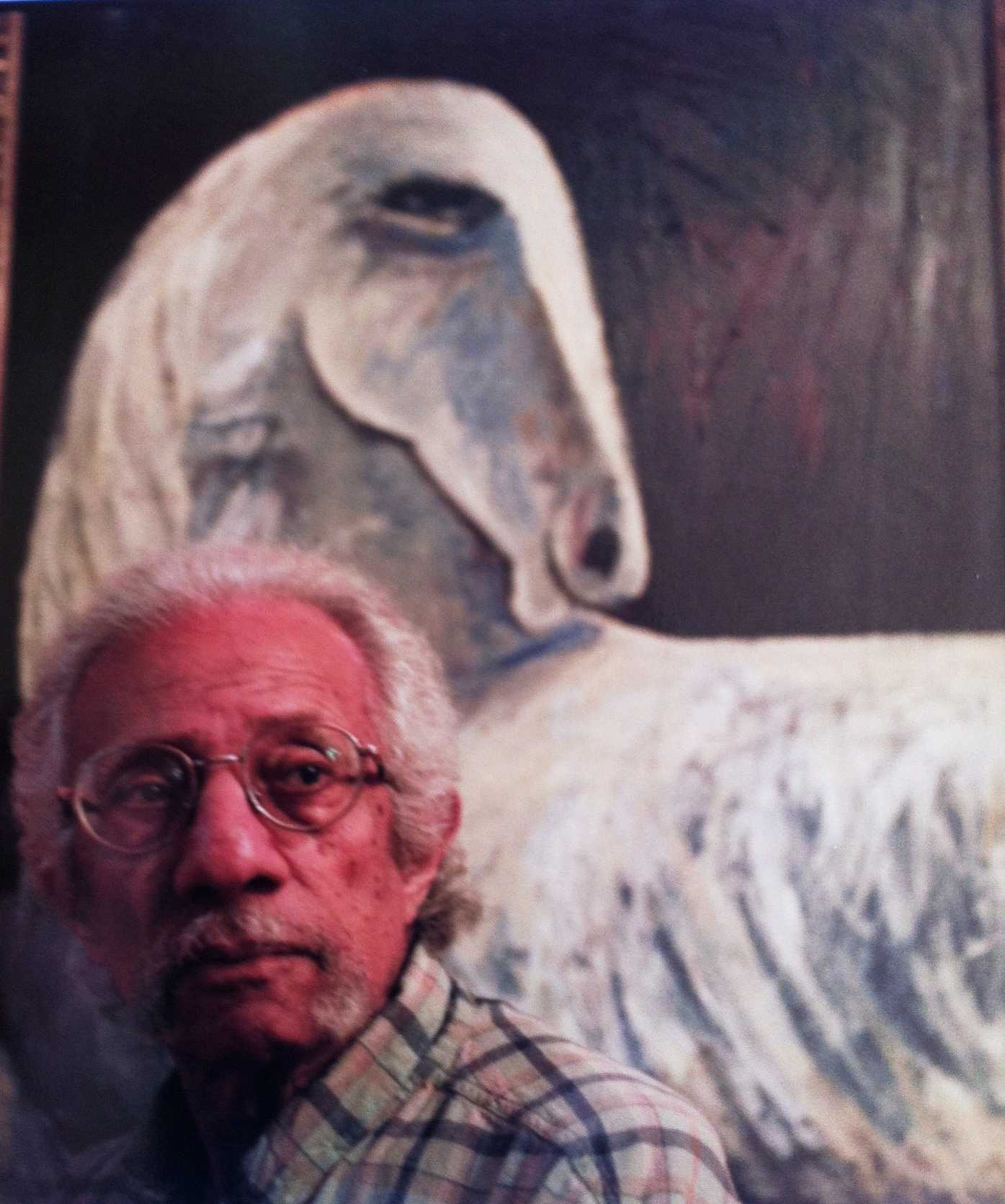
Ahmed Morsi vor einem seiner Gemälde (New York City, 2012)

Ahmed Morsi (arabisch أحمد مرسي, DMG Aḥmad Mursī; geboren am 30. März 1930 in Alexandria, Ägypten) ist ein in New York City lebender ägyptischer Maler und Dichter. Mit seinem malerischen Œuvre gehört er der zweiten Generation ägyptischer Surrealisten an.

## Leben

### Jugend und Lehrjahre in Alexandria (1930–1955)
Ahmed Morsi wurde 1930 in der Küstenstadt Alexandria, damals Teil des Königreichs Ägypten, geboren, wo sein Vater im Baugewerbe tätig war.
Die Jugend des Künstlers fiel in eine Zeit wirtschaftlicher und kultureller Blüte Alexandrias, das als Schmelztiegel der Religionen und Ethnien schon seit der Jahrhundertwende auf viele Kulturschaffende des Mittelmeerraums eine starke Anziehung ausübte. Zwar stand die Stadt während des Zweiten Weltkriegs unter britischer Militärbesatzung und war Ziel von Angriffen der Achsenmächte, dennoch diente sie in den 1940er Jahren auch vielen Kontinentaleuropäern als ein Ort der Zuflucht vor dem Kriegsgeschehen in Europa.
In dieser kosmopolitischen Atmosphäre, die über das Kriegsende hinaus wirksam blieb, kam Morsi durch Ausstellungen und westlichsprachige Künstlermonografien früh auch mit der Kunst der europäischen Moderne in Berührung. Innerägyptisch strahlten zudem die Aktivitäten der 1938/39 in Kairo gegründeten anti-nationalistischen Groupe Art et Liberté, der eine Reihe von prominenten ägyptischen Surrealisten der ersten Stunde angehörten, nach Alexandria aus.
Auf dem Gebiet der Literatur interessierte sich der jugendliche Ahmed Morsi einerseits für die arabische Tradition, andererseits für die europäischen Avantgarden – besonders für die Dichtung des französischen Surrealismus. Schon als Mittelschüler begann er selbst zu dichten, studierte europäische Fremdsprachen und schrieb sich nach dem Schulabschluss an der Universität Alexandria im Fach Englische Literatur ein.
1949, im Alter von neunzehn Jahren, publizierte Morsi den ersten Diwan eigener Dichtungen in arabischer Sprache unter dem Titel „Aghani al-maharib“ (engl. Titel: Songs of the Altars). 1954 schloss er sein Literatur- und Fremdsprachenstudium ab und betätigte sich fortan auch als Übersetzer englischer, französischer und neugriechischer Literatur ins Arabische, unter anderem sollte er im Laufe seines Lebens Werke von Arthur Miller, Werke französischer Surrealisten, sowie die Dichtungen des Konstantinos Kavafis übertragen.
Da Alexandria in den 1950er Jahren noch über keine Kunsthochschule verfügte, blieb Morsi als Maler ohne formale Ausbildung, nahm in den frühen 1950er Jahren jedoch kurzzeitig Unterricht bei dem italienischen Künstler Silvio Bicchi jr., dessen aus der Toskana stammender Vater Ottorino Bicchi (1878–1949) bereits Ende der 1920er Jahre eine Malschule in Alexandria eröffnet hatte. 1952 bezog Morsi im mehrheitlich von Ausländern betriebenen L‘Atelier d’Alexandrie ein Studio und fand in dem Bildhauer Mahmoud Moussa (1913–2003) einen einflussreichen Mentor.
Moussa führte Morsi in den Kreis der sogenannten „Schule von Alexandria“ ein, der junge Literaten, bildende Künstler und andere Intellektuelle angehörten und ermöglichte ihm auch erste Teilnahmen an Gruppenausstellungen mit zum Teil bereits etablierten Künstlern wie Abdel Hadi Al Gazzar, Hassan El Telmissany, Ibrahim Massouda, Fouad Kamel und Hamed Nada (sowie Moussa selbst), die den Beginn seiner professionellen Karriere markieren. Seinen Lebensunterhalt verdiente sich Morsi zu diesem Zeitpunkt noch als Mitarbeiter eines Übersetzungsbüros.
Innerhalb knapp eines Jahrzehnts bildete Morsi einen sehr eigenständigen Malstil mit großem Wiedererkennungswert aus, der dem Kritiker Dimitri Diacomides zufolge einerseits „Erinnerungen an den Surrealismus und die Kunst der klassischen Moderne von Picasso bis Chagall“ wachrief, für dessen Entwicklung andererseits auch Morsis Kenntnis der bildnerischen Traditionen Ägyptens, etwa der altägyptischen, aber auch der koptischen Kunst, eine Rolle spielte.

### Bagdad und Kairo (1955–1974)
Morsi reiste 1955 nach Bagdad, das zu diesem Zeitpunkt eine kulturelle Renaissance erlebte. Ermutigt durch die rasche Aufnahme in einen Zirkel von ortsansässigen Literaten und Künstlern – darunter der armenisch-irakische Maler Ardash Kakafian (1941–1999), der renommierte Romancier Fouad al-Tikerly (1927–2008) und der Dichter Abdulwahab Al-Bayyati (1926–1999) – dehnte Morsi seinen Aufenthalt auf die Dauer von zwei Jahren aus. Als besonders fruchtbar erwies sich die Zusammenarbeit mit Al Bayyati, die in mehreren Publikationen, darunter Morsis eigene Übertragungen von Werken Louis Aragons und Paul Eluards ins Arabische, Niederschlag fand.
Als Morsi nach Alexandria zurückkehrte, war bereits erkennbar, dass sich das Gesicht der Stadt durch die Dekolonisierungspolitik des seit dem Putsch des Jahres 1952 an der Macht befindlichen Nasser-Regimes, aber auch infolge der Zuspitzung des Nahostkonflikts nachhaltig verändern würde.
Morsi ließ sich 1957 in Kairo nieder, wo er Ende der 1950er Jahre seiner späteren Frau Amany Fahmy begegnete, die ebenfalls als Übersetzerin tätig war.
In Kairo wurde Ahmed Morsi als Bühnen- und Kostümbildner tätig und entwarf in Kollaboration mit gefeierten ägyptischen Dramatikern wie Alfred Farag (1929–2005), Abd ar-Rahman Scharkawi (1921–1987) und dem Maler Abdel Hadi Al Gazzar (1925–1966) Bühnenbilder und Kostüme für das Ägyptische Nationaltheater und für das Khedivial-Opernhaus.
1968 gründete Ahmed Morsi zusammen mit Edwar Al Kharrat, Ibrahim Mansour, Gamil Atteya, Sayed Hegab und anderen die Zeitschrift Galerie 68 mit Schwerpunkt auf zeitgenössischer bildender Kunst, in der er sowohl kunst- als auch literaturkritische Beiträge veröffentlichte. Daneben intensivierte er seine Ausstellungstätigkeit, die sich in diesen Jahren auf die Stadt Kairo konzentrierte.

### Späteres Leben in New York City (ab 1974)
Als Morsis Frau Amany Fahmy 1974 eine Anstellung als Leiterin des Arabisch-Übersetzungsdienstes der Vereinten Nationen erhielt, zog Morsi mit seiner Familie nach New York City.
Der Künstler empfand seinen Aufenthalt in der Stadt stets als eine Form freiwilligen Exils, eine Tatsache, die in seiner Malerei gerade während der ersten beiden New Yorker Jahrzehnte deutlichen Niederschlag findet: Morsis in den 1970er und 1980er Jahren entstandene Gemälde illustrieren sehr eindrücklich einen inneren Zustand der Entfremdung und Entwurzelung.
Zunehmend rückte nunmehr, in der zweiten Lebenshälfte des Künstlers, die Beziehung zu Alexandria als Stadt seiner Kindheit und Jugend, vor allem aber als Schauplatz seines künstlerischen Coming-of-age in den Fokus der malerischen und literarischen Auseinandersetzung:
„Mein Alexandria ist die Stadt meiner Jugend und zugleich Mythos und Legende. Dies ist das Zuhause, das meine Fantasie beflügelt hat, es ist in meine Gedichthefte eingeflossen und hat sich über meine Leinwände ergossen. Man suche dieses Alexandria nicht auf der Landkarte, denn es ist wirklich ort- und zeitlos. Ein Zuhause, das Raum und Zeit trotzt. Ein solcher Ort, der sich den Konstrukten der Realität entzieht, kann nur in der eigenen Vorstellung existieren – als Produkt meiner Vorstellungskraft, weil ich dieses Alexandria in gewisser Weise selbst erschaffen habe. Und es ist mir bestimmt, weiter danach zu suchen.“
In New York City nahm Morsi um das Jahr 1976 auch die Kunstform der Lithografie und in den 1990ern auch jene der Fotografie auf.
Im Jahr 1997 wurde mit dem Diwan Qutuf min azhar huqul al-asbrin (engl. Titel: „Blossoms Plucked from the Fields of Aspirin“) eine Sammlung von bereits in den 1950er und 1960er Jahren verfassten Gedichten publiziert.

## Werk
Morsi ist als Dichter und Maler gleichermaßen produktiv und anerkannt.
Eine Ausnahme stellen die drei Jahrzehnte zwischen 1967 und 1997 dar, während derer Morsis eigene literarische Produktion vollständig ruhte. Der Künstler selbst führt dies auf eine durch die kollektive Leiderfahrung des Sechstagekriegs verursachte Schreibhemmung zurück, die ihn vorübergehend habe „verstummen“ lassen. Der Schreibimpuls verlagerte sich in dieser Zeit auf den Bereich der Kunstkritik und des journalistischen Schreibens. Auch die Übersetzertätigkeit betrieb Morsi in diesen Jahren weiter, zum Teil in Zusammenarbeit mit seiner ebenfalls als Übersetzerin tätigen Ehefrau Ahmany Fahmy.
Die dialogische Beziehung von Malerei und Dichtung in Morsis Werk wird stets betont, nicht zuletzt lautet der Titel einer im Jahre 2017 von der Sharjah Art Foundation in Schardscha (VAE) ausgerichteten Werkschau, die bildnerisches und literarisches Œuvre umfasste, „A Dialogic Imagination“. Morsi selbst negiert, wenn auch nicht eine mögliche Wechselwirkung zwischen den beiden Disziplinen, so doch eine stilistische Homogenität: „Frankly, there is no link [between my painting and my poetry]. I paint in one style, and when I write on paper, I have another.“

### Malerisches Werk
Ahmed Morsi gehört mit seinem sehr eigenständigen malerischen Œuvre der zweiten Generation ägyptischer Surrealisten an, die mittelbar in der Nachfolge der Groupe Art et Liberté um Ramses Younan und Kamel el-Tellissany steht.
Für Morsis in den 1960er und 70er Jahren entwickelten reifen Stil ist die Darstellung von stark vereinfacht aufgefassten figurativen Motiven in abstrakten oder semi-abstrakten Bildräumen charakteristisch. Letztere sind teils bühnen- oder interieurartig angelegt, teils handelt es sich um unwirklich weite und leere Räume, die sich bis an eine Horizontlinie in der Bildtiefe erstrecken, wobei die linearperspektivisch „korrekte“ Tiefenflucht häufig bewusst gebrochen wird.
Die figurativen Elemente der Komposition – einerseits menschliche Figuren, bekleidet oder unbekleidet, mit überlangen Gliedmaßen und zu Masken verfremdeten Gesichtern, andererseits Tiere, insbesondere Pferde, Katzen, Vögel und Fische – agieren bzw. interagieren in diesen an Ödland, Meeresstrände oder Wasserflächen gemahnenden Räumen und treten häufig auch mit „symbolisch aufgeladenen“ Requisiten wie Kronen, Masken, Büsten, Schneiderpuppen, Tierschädeln, Standuhren, Säulen, Särgen, Fischernetzen und Musikinstrumenten in formale oder inhaltliche Beziehung. Abstrakte geometrischen Grundformen wie Kreise und Dreiecke, bisweilen auch dreidimensional als Pyramiden oder Kuppelbauten, sind weitere häufig wiederkehrende Elemente der Komposition.
Eine Besonderheit der New Yorker Schaffensperiode, die die gesamte zweite Lebenshälfte umfasst, ist die Tatsache, dass nun bestimmte Räume und Motive aus dem unmittelbaren Lebensumfeld des Künstlers – so etwa die New Yorker U-Bahnschächte und -züge – die Komposition beherrschen.
Der Kritiker Dimitri Diacomides meint in Morsis bei Surrealismus und Pittura metafisica Anleihen nehmender Bildkonzeption „Bezüge zu einer Dichtung“ zu erkennen, „die sich als Verkörperung des Traums begreift“. Figuren und Symbole koexistieren in einer Nicht-Zeit, die frei von historischen Referenzen ist, in gewisser Weise, so Edward Al-Kharrat, suggeriere die Art der Darstellung gar eine Verortung „außerhalb jeder Zeitlichkeit“.
Eine eigene Bildgattung innerhalb von Morsis Œuvre bilden die zahlreichen Porträts, die der Künstler von Familienangehörigen und Freunden fertigte.

#### Werke in öffentlichen Sammlungen
- Museum of Modern Art (MoMA), New York City, USA
- Museum of Modern Egyptian Art, Kairo, Ägypten
- Alexandria Museum of Fine Arts, Alexandria, Ägypten
- Arabisches Museum für moderne Kunst, Ar-Rayyan, Katar
- Sharjah Art Foundation, Schardscha, VAE
- Barjeel Art Foundation, Dubai, VAE

#### Ausstellungen (Auswahl)

##### Einzelausstellungen in Ägypten (Auswahl)
- 1953 University of Alexandria – Alexandria
- 1958, 1959, 1966, 1969, 1970 Cairo Atelier – Kairo
- 1958, 1960 und 1961 Alexandria Museum of Fine Arts – Alexandria
- 1973, 1989, 1996, 2003, 2005 Akhnatoun Gallery – Kairo
- 1973 Soviet Cultural Center – Alexandria
- 1991 “Cavafy Suite”, Mashrabia Gallery – Kairo
- 1995 “The Artist’s Book”, Mashrabia Gallery – Cairo
- 2012 “Metaphysics”, Gallery Misr – Kairo[26][27]
- 2016 „Ahmed Morsi: A Pure Artist“ erste Werkschau in Ägypten, Ofok Gallery (Mahmoud Khalil Museum) – Kairo
- 2017 „Ahmed Morsi: You Closed Your Eyes in Order to See the Unseen“, Gypsum Gallery – Kairo

##### Einzelausstellungen international (Auswahl)
- 1956 Al Wazireyeh Gallery, Society of Iraqi Artists, Bagdad
- 1970 The Pace Gallery, London
- 1975 Columbia University, NYC
- 1977 Asif Gallery, NYC
- 1985 Alef Gallery, Washington DC
- 1987 Vorpal Gallery, SoHo, NYC
- 1996 Accademia d’Egitto, Rom
- 2017 Ahmed Morsi: Dialogic Imagination, first international retrospective, Sharjah Museum, Schardscha, VAE
- 2017 Ahmed Morsi, Art Dubai, Dubai, VAE

### Literarisches Werk

#### Dichtungen (Arabisch, Auswahl)
- Ahmed Morsi: Aghani al-maharib/Khatawat fi al-Zalam (Songs of the Altars/Steps in Darkness). Literary Library for Publishing and Distribution, Alexandria 1949
- Ahmed Morsi: Amat ma’ al-Tuyur Abadan (Forever I die with the Birds). Ibdaa, Kairo 1989.
- Ahmed Morsi: Qutuf min azhar huqul al-Aspirin (Blossoms Plucked from the Fields of Aspirin). Eastern Publishing, Kairo 1997.
- Ahmed Morsi: Marathi al-Bahr al-Abyad (Elegies to the Mediterranian Sea). Cultural Development Fund, Kairo 2002.
- Ahmed Morsi: al-A’mal al-Shi’riya al-Kamila (The Collected Poems). The Supreme Council of Culture, Kairo 2012.

#### Dichtungen in westlichsprachiger Übersetzung
- Ahmed Morsi: “The Road to Manhattan.” – In: Alison Gingeras (Hg.): New Images of Man. Blum and Poe, Los Angeles 2020.
- Ahmed Morsi und Raphael Cohen (Übers.): Poems of Alexandria and New York. Banipal Publishing, London 2021.

#### Publikationen als Übersetzer und Herausgeber (Auswahl)
- Abdel Wahab Al Bayyati und Ahmed Morsi (Hg. und Übers.): Eluard. The Poet of Freedom and Love. Al Maaret Bookshop, Beirut 1959.
- Abdel Wahab Al Bayyati und Ahmed Morsi (Hg. und Übers.): Aragon. The Poet of Resistance. Al Maaret Bookshop, Beirut 1959.
- Ahmed Morsi: Picasso. Ministry of Information, Bagdad 1969.
- Ahmed Morsi (Übers. und Illustr.): Mutatabi’at Cavafy (The Cavafy Suite). Artist’s Book, in kleiner Auflage eigenverlegt, New York 1990.
- Ahmed Morsi (Übers.): Cavafy Sha’er al-Sakandariya (Cavafy Alexandria’s Poet). Übersetzung einer Auswahl von Dichtungen des Konstantinos Kavafis ins Arabische, Al-Khazindar, Jeddah 1992.